# 12620 사마천
12620 사마천(12620 Simaqian)은 소행성대 소행성 중 하나이다. 공전주기는 약 1,990일(5.46년)이다.
1960년 9월 24일에 발견되었다.